# Dicranomyia (Dicranomyia) kandybinae
Dicranomyia (Dicranomyia) kandybinae is een tweevleugelige uit de familie steltmuggen (Limoniidae). De soort komt voor in het Palearctisch gebied.